# Sven Tedroff
Sven Tedroff (till 1984 Tedro), född 8 december 1931 i Tallinn, död 7 februari 2024 i Askims distrikt i Göteborg, var en estländsk-svensk arkitekt. 
Tedroff, som var son till lantmätare Richard Arnold Tedro och Salme Adele Ree, avlade studentexamen i Stockholm 1953 och utexaminerades från Chalmers tekniska högskola 1958. Han var anställd som arkitekt hos professor Jan Wallinder från 1958, blev assistent vid Chalmers tekniska högskola 1960 och bedrev egen arkitektverksamhet från 1963. Han tjänstgjorde senare hos Riksbyggen, dels i Göteborg, dels i Gävle. Sven Tedroff är gravsatt på Skogskyrkogården i Stockholm.